# Копейкин, Сергей Михайлович
Сергей Михайлович Копейкин (род. 10 апреля 1956, СССР) — физик-теоретик,  родился в гор. Кашин, Тверской (Калининской) обл., СССР, в настоящее время проживает и работает в США профессором в Миссурийском Университете в городе Колумбия. Специализируется на теоретическом и экспериментальном изучении гравитации и общей теории относительности, а также является экспертом в области астрономических систем координат и временных измерений.
Его общая теория относительности в постньютоновских системах координат, которую он разрабатывал совместно с Виктором Брумбергом, была в 2000 году принята решением Международного астрономического союза в качестве основы для поправок астрономических наблюдений с Земли. В сентябре 2002 года он предложил и провел высокоточный эксперимент на основе радиоинтерферометрии со сверхдлинной базой для измерения верхнего предела скорости гравитации.
Также принимает участие в исследованиях, связанных с техникой измерения дальности до Луны с помощью лазера (лазерная локация Луны) для проверки динамических характеристик общей теории относительности применительно к движению Луны.
Не так давно, С. Копейкин выступил с критикой утверждений Американских учёных о возможности измерения гравитомагнетического воздействия с помощью лазерной локации. Профессор Копейкин был организатором и председателем трёх международных семинаров на тему современной теории и модели эксперимента лазерной локации Луны. Эти семинары проходили в 2010—2012 годах в Международном институте космических исследований в городе Берн, Швейцария.

## Биография
Сергей Копейкин родился в г. Кашин Тверской области. В 1970- 1984 состоял в ВЛКСМ. В 1983 году с отличием закончил Физический факультет МГУ им. Ломоносова, где изучал общую теорию относительности под руководством Леонида Грищука. В 1986 году получил кандидатскую степень в области релятивистской астрофизики в Институте космических исследований в Москве. Его научным руководителем был Яков Борисович Зельдович, а тема диссертации — «Движение тяготеющих тел с учетом консервативных и радиационных релятивистских поправок».
В 1991 году Сергей Копейкин получил степень доктора физико-математических наук в МГУ им. Ломоносова, и в 1993 году переехал в Токио для того, чтобы преподавать астрономию в Университете Хитоцубаси. В 1993—1996 годах он также был внештатным сотрудником Национальной астрономической обсерватории Японии и приглашённым профессором в этой же обсерватории в 1996—1997 годах. В 1997 Копейкин переехал в Германию и работал там в Институте теоретической физики при Университете им. Фридриха Шиллера в г. Йена, а также в Институте радиоастрономии им. Макса Планка (гор. Бонн) до июля 1999 года. В феврале 2000 года он перешел на факультет физики и астрономии Университета Миссури, а в 2004 году получил там постоянное место работы.
С мая 1980 года женат на Зое Соломоновне Копейкиной (дочери астрофизика Соломона Борисовича Пикельнера). У Сергея Копейкина есть четыре дочери, четыре внучки и два внука. Начиная с февраля 2000 года они живут в городе Колумбия, штат Миссури.